# Helmut Ulrich (Maler)
Helmut Ulrich (* 5. Juli 1956 in Augsburg) ist ein deutscher Maler und Bildhauer.
Ulrich ist vor allem durch Neuordnungen und Gestaltungen, besonders von sakralen Räumen, hervorgetreten. Von ihm stammen zahlreiche Arbeiten in Farbe, Glas und Licht sowie Metall und Stein.

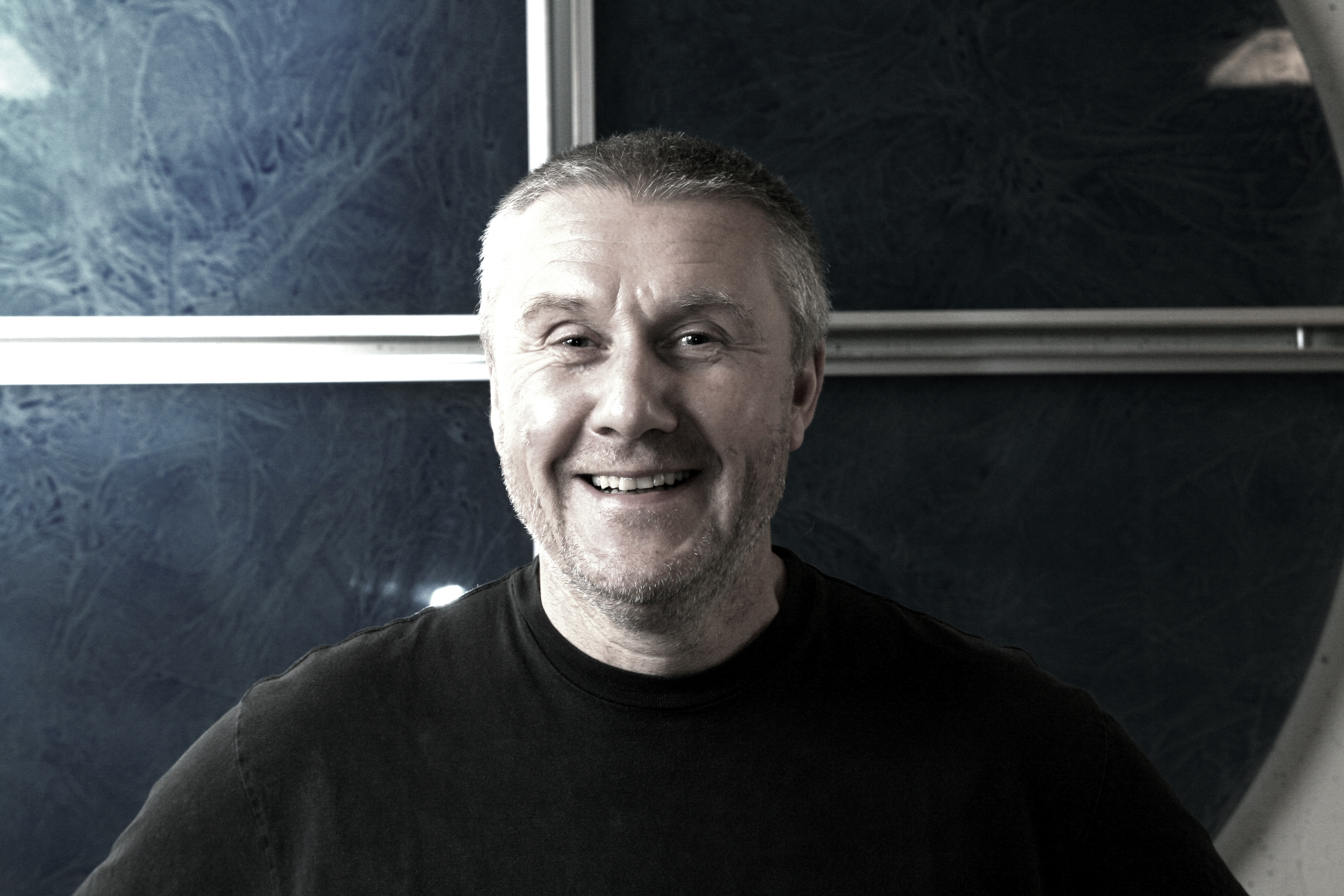
Helmut Ulrich (2008)

## Leben
Helmut Ulrich wuchs in Augsburg auf. Nach dem Besuch des humanistischen Gymnasiums bei St. Stephan in Augsburg studierte er zunächst für zwei Jahre Philosophie und Psychologie an der Ludwig-Maximilians-Universität in München.
In den Semesterpausen arbeitete er zudem an der Sheiling School (Camphill – Education) in Ringwood, England.
1978 brach er das Studium ab und begann eine Kirchenmalerlehre bei Josef Lang in Lechbruck am See. Mit diesem führte er zahlreiche Restaurierungen und Neugestaltungen vor allem von Wand und Deckenmalereien in Deutschland, Italien und Österreich aus.
Daraufhin entschied er sich für ein Studium an der Akademie der Bildenden Künste in München am Lehrstuhl für Malerei und Große Komposition (Christliche Kunst – Farbliches und räumliches Gestalten insbesondere an Kulträumen) bei Franz Bernhard Weißhaar. Zusätzlich engagierte er sich an der Heimsonderschule Föhrenbühl in Heiligenberg-Steigen.
1984 erhielt er ein Stipendium der Danner-Stiftung und verbrachte ein Studienjahr in Malerei bei Jörg Immendorff. Es folgten ein Aufenthalt an der Akademie der Bildenden Künste, Wien (1985) und eine Studienreise nach Rom (1986).
Im selben Jahr erhielt Ulrich den Förderpreis der Erzdiözese München (Kardinal-Wetter-Förderpreis). Gleichzeitig arbeitete er als Gast in der Klasse für Schmuck und Gerät bei Hermann Jünger. 1988 wurde ihm der Meisterschülertitel verliehen. Das Studium schloss er 1990 mit Diplom ab.
1991 heiratete er die Puppenspielerin (Augsburger Puppenkiste) Maria Michl. Die beiden haben vier Kinder. Ulrich arbeitete seitdem freischaffend als Maler und Bildhauer mit eigenem Atelier in München und Friedberg.
Von 2001 bis 2004 war er an Forschungsarbeiten mit den Glaswerken Schott (Mainz) und der Technischen Universität Clausthal (Institut für Nichtmetallische Werkstoffe) zur Entwicklung eines Verfahrens zur Schichtung optischer Gläser beteiligt.
2002 begann er ein Kunstpädagogikstudium an der Akademie der Bildenden Künste in München bei Gerd Dengler. Nach Studienaufenthalten in Neapel und Venedig arbeitete er bis 2004 als Kunsterzieher am Holbein-Gymnasium in Augsburg. Anschließend erhielt er eine Einladung als Gastdozent am Nova Scotia College of Art and Design, Halifax, Kanada.
Seit 2004 wirkt er wieder ausschließlich als freischaffender Künstler.
Anschließend arbeitete er bis 2020 am St. Thomas Gymnasium als Kunstlehrer.
Bis 2023 war er Kunstlehrer am Maria-Ward-Gymnasium in Augsburg.